# Lexikon der deutschen Geschichte
Le Lexikon der deutschen Geschichte. Ereignisse – Institutionen – Personen. Von den Anfängen bis zur Kapitulation 1945 est un ouvrage de référence sur l'histoire de l'Allemagne, de l'Autriche et du Saint-Empire romain germanique. Du fait de la limitation géographique au Saint-Empire romain germanique, il traite également de régions qui n'ont appartenu que temporairement à cette entité. Ainsi, l'histoire de la Suisse est prise en compte jusqu'à sa sortie définitive de l'Empire en 1648. En outre, les territoires des Pays-Bas, du nord de l'Italie et des États baltes sont également pris en compte, dans la mesure où ils ont un lien avec l'Empire.
La délimitation chronologique commence avec la migration des tribus germaniques jusqu'à la capitulation allemande à la fin de la Seconde Guerre mondiale. En raison des relations diverses, l'Autriche est entièrement enregistrée jusqu'en 1945, même après la fin du Saint-Empire romain germanique en 1806.
Il est publié en 2002 sous le titre Lexikon der deutschen Geschichte 1945–1990. Ereignisse – Institutionen – Personen im geteilten Deutschland un deuxième volume qui traite de l'histoire allemande d'après-guerre. L'accent est mis sur le développement politique, social et économique de la République fédérale et de la RDA avant la réunification.

## Titre complet
- Gerhard Taddey (Hrsg.): Lexikon der deutschen Geschichte – Ereignisse, Institutionen, Personen von der Zeitwende bis zum Ausgang des  2.ten Weltkrieges. Kröner 1977. In der dritten überarbeiten Auflage mit leicht geändertem Titel: Lexikon der deutschen Geschichte. Ereignisse, Institutionen, Personen. Von den Anfängen bis zur Kapitulation 1945. Kröner, Stuttgart 1998,  (ISBN 3-520-81303-3).
- Michael Behnen (de) (Hrsg.): Lexikon der deutschen Geschichte 1945–1990. Ereignisse – Institutionen – Personen im geteilten Deutschland. Kröner, Stuttgart 2002,  (ISBN 3-520-83401-4).